# Pregiudizio di omissione
Con il termine pregiudizio di omissione si indica la tendenza a favorire un atto di omissione (inazione) rispetto ad uno di commissione (azione). Può verificarsi a causa di una serie di processi, tra i quali l'inerzia psicologica, la percezione dei costi della transazione e la tendenza a giudicare le azioni dannose come peggiori, o meno morali, di omissioni (inazioni) altrettanto dannose. È controverso se il pregiudizio di omissione sia un pregiudizio cognitivo o se sia invece razionale. Questo pregiudizio è spesso illustrato per mezzo del problema del carrello ferroviario ed è stato anche proposto come una spiegazione per l'effetto di dotazione e per il pregiudizio dello status quo.

## Esempi ed applicazioni
Spranca, Minsk e Baron hanno esteso il pregiudizio di omissione ai giudizi sulla moralità delle scelte. In uno scenario, Giovanni, un tennista, si trova a dover affrontare, l'indomani, una partita decisiva contro un avversario difficile, e sa che questi è allergico ad uno specifico ingrediente alimentare. Ai soggetti sono state presentate due alternative: nella prima, Giovanni consiglia il cibo contenente l'allergene, così da danneggiare le prestazioni del suo avversario; nella seconda, Giovanni si accorge che l'avversario stesso, ignaro, ha ordinato il cibo nocivo, e non lo avverte. La maggioranza delle persone ha ritenuto che l'azione di Giovanni di raccomandare il cibo nocivo fosse più immorale del suo limitarsi a non avvertire l'avversario della presenza della sostanza nociva.
L'effetto di questo pregiudizio è stato identificato anche in contesti sportivi del mondo reale: le statistiche NBA hanno mostrato che gli arbitri hanno fischiato il 50% di falli in meno nei momenti conclusivi di partite aventi risultati prossimi al pareggio.
Un altro caso reale di questo pregiudizio si ha quando dei genitori decidono di non vaccinare i propri figli a causa del rischio potenziale di danno letale da vaccino, anche quando la probabilità che la vaccinazione causi un danno o la morte è molto inferiore alla probabilità che un danno paragonabile, o la morte, venga causata proprio dalla malattia prevenuta dal vaccino.